# Rociador de incendios
Los rociadores automáticos o regadores automáticos  son un sistema de extinción de incendios. Generalmente forman parte de un sistema contra incendio basado en una reserva de agua para el suministro del sistema y una red de tuberías de la cual son elementos terminales. Por lo general se activan al detectar los efectos de un incendio, como el aumento de temperatura asociado al fuego.

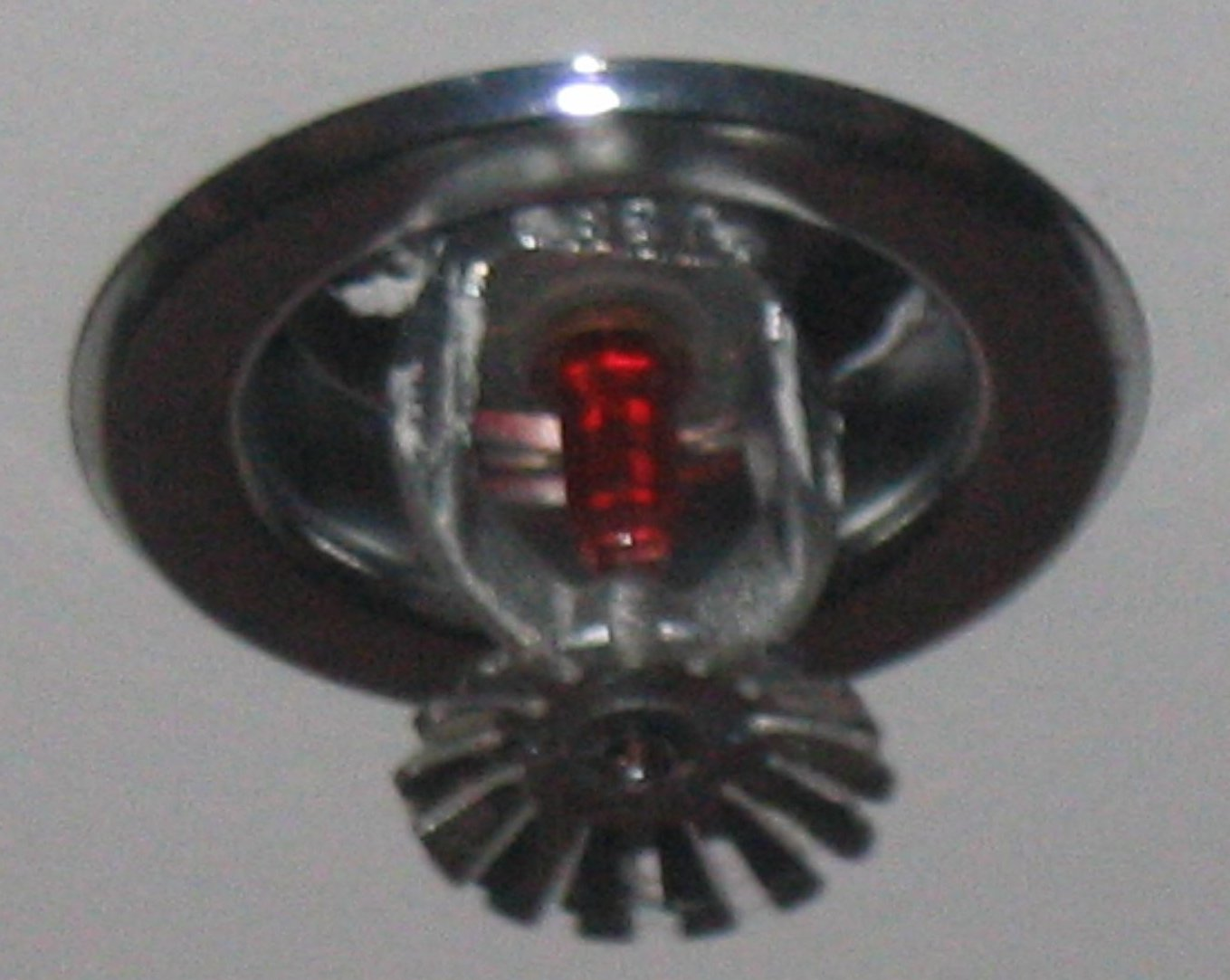
Rociador automático contra incendios o Sprinkler.

## Construcción
Los rociadores automáticos disponen de un orificio para la salida del agua, un mecanismo de disparo y un deflector para convertir el chorro de salida en una rociada de agua por la zona donde haya fuego de incendio. 
El disparo del rociador puede hacerse por dos mecanismos: por un elemento termosensible o por un detector de incendios:

### Elemento termosensible
En este tipo de rociador, el chorro tiene un tapón que impide la salida del agua y un dispositivo de liberación del tapón el mecanismo de disparo en este caso es un dispositivo para liberar el tapón, que consiste en un elemento termosensible que está diseñado para destruirse a temperaturas predeterminadas, provocando de forma automática la liberación del tapón y la salida de un chorro de agua pulverizada, que debe extinguir el fuego justo en la zona donde éste se ha iniciado. Este dispositivo puede ser de dos tipos:

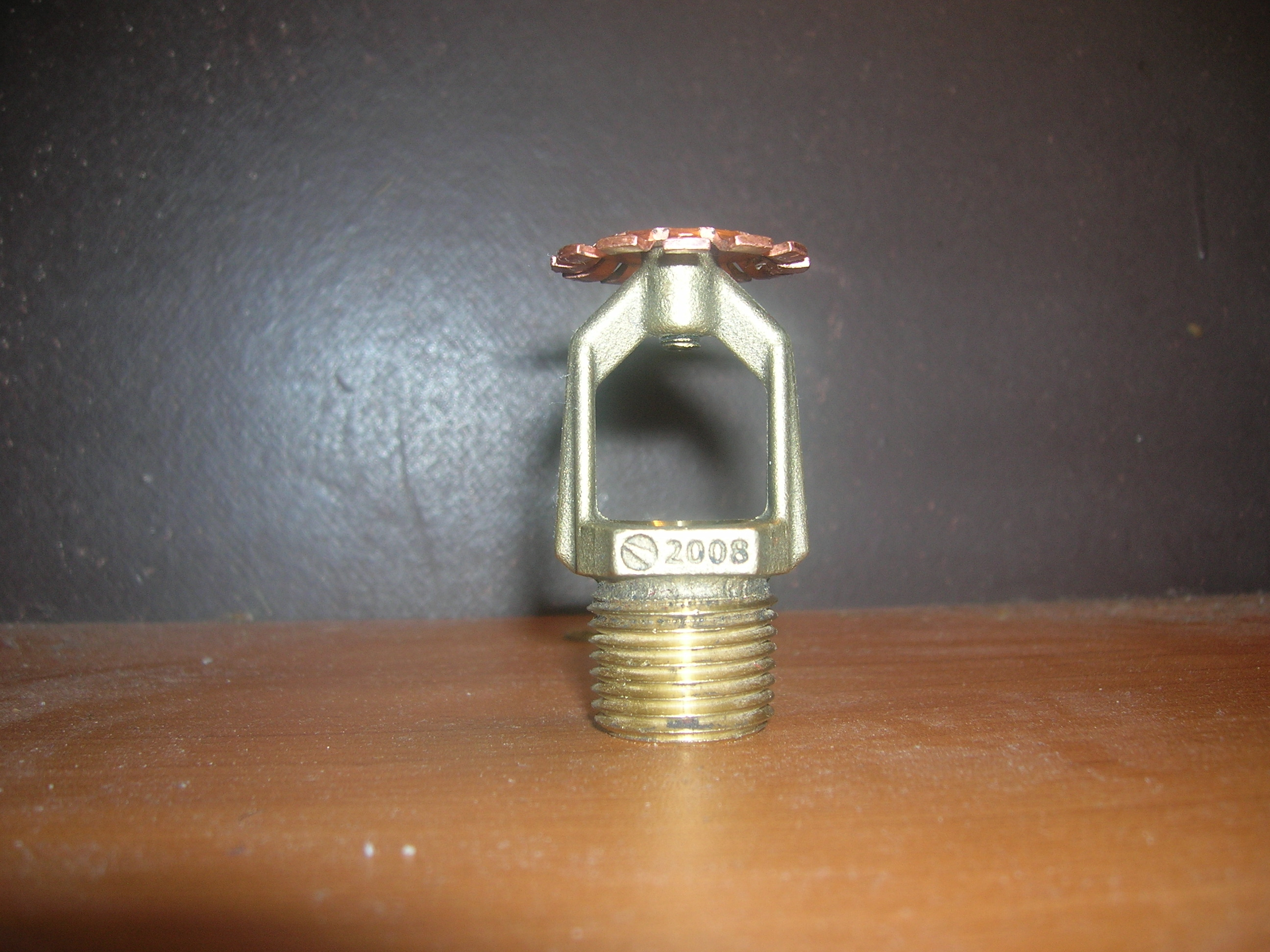
Vista lateral de un rociador desmontado, sin bulbo ni fusible.

- Fusible de disparo. El tapón se mantiene en posición por un mecanismo formado por dos placas metálicas unidas con una soldadura, con un punto de fusión cuidadosamente calibrado. En un incendio, el calor generado ablanda la soldadura, haciendo que la presión del agua que actúa sobre el tapón desarme el sistema y haga saltar el tapón, permitiendo la salida del líquido. El agua sale por el orificio e incide contra una lámina, diseñada para distribuir el chorro a manera de lluvia (deflector). Cada rociador cuenta con su propio fusible, por lo que solamente se dispararán aquellos rociadores que estén en la zona de influencia del incendio.

- Bulbo termosensible. En los rociadores más corrientes, un bulbo de vidrio mantiene el tapón en su lugar y contiene en su interior un líquido que no llena el bulbo, quedando un espacio libre. Cuando el calor de un fuego actúa sobre el bulbo, el líquido hierve y la presión del vapor rompe el vidrio, libera el tapón y entonces el agua a presión, contenida en la red de tuberías contra incendios, descarga y vierte sobre el deflector que la pulveriza formando un chorro de agua nebulizada.

Estos procesos pueden tardar más o menos dependiendo de la tasa de liberación de calor circundante al rociador, de la distancia entre el rociador y el techo, de la distancia entre el rociador y el piso, de la inclinación del techo y de otros factores que han sido ampliamente estudiados por la NFPA (National Fire Protection Association), UL (Underwriters Laboratories), FM (Factory Mutual), entre otros organismos de investigación y desarrollo en sistemas contra incendio.

### Disparo por detector de incendios
Otro modo de activar el rociador es con un detector de incendios asociado, que abre el cierre del rociador, que en este caso es una electroválvula (válvula solenoide) cuando se produce un fuego en el área protegida por el rociador (a la vez que da la alarma de incendio). La ventaja de este sistema es que, una vez apagado el fuego, se corta la salida de agua y, si se reavivase, se vuelve a abrir. Con el sistema de elemento termosensible, haría falta que alguien cierre la llave de alimentación o los daños causados por el agua podrían superar a los causados por el fuego.
Otra ventaja del sistema es que el disparo se puede producir por detección de humos o por detección de la ionización del aire, ya que existen detectores de incendio de estos extremos, mientras que los elementos termosensibles solamente funcionan por temperatura. Su desventaja es que, naturalmente, es una instalación más cara.

## Clasificaciones
Existen muchos tipos de rociadores que se pueden clasificar de acuerdo a su temperatura de activación, rapidez de apertura, tamaño del orificio de descarga o caudal del rociador, tipo de elemento fusible, forma de aplicación del chorro, área de cobertura del chorro de agua, entre muchos otros factores que intervienen durante el análisis de riesgos y diseño del proyecto por el especialista.
En la siguiente tabla, se muestra la clasificación de los elementos termofusibles de los rociadores, de acuerdo a los campos de temperatura en los que operan:
| Temperatura Máxima | Campo de Temperaturas   | Clasificación de Temperatura | Código de Color (con Fusible de disparo) | Color (con Bulbo de disparo)     |
| ------------------ | ----------------------- | ---------------------------- | ---------------------------------------- | -------------------------------- |
| 38 °C / 100 °F     | 57-77 °C / 135-170 °F   | Ordinaria                    | Sin color o Negro                        | Naranja (58 °C) o Rojo (68 °C)   |
| 66 °C / 150 °F     | 79-107 °C / 175-225 °F  | Intermedia                   | Blanco                                   | Amarillo (80 °C) o Verde (93 °C) |
| 107 °C / 225 °F    | 121-149 °C / 250-300 °F | Alta                         | Azul                                     | Azul                             |
| 149 °C / 300 °F    | 163-191 °C / 325-375 °F | Extra Alta                   | Rojo                                     | Púrpura morada                   |
| 191 °C / 375 °F    | 204-246 °C / 400-475 °F | Muy Extra Alta               | Verde                                    | Negro                            |
| 246 °C / 475 °F    | 260-302 °C / 500-575 °F | Ultra Alta                   | Naranja                                  | Negro                            |
| 329 °C / 625 °F    | 343 °C / 650 °F         | Ultra Alta                   | Naranja                                  | Negro                            |

Tomado de la norma NFPA 13 Edición 2007, Tabla 6.2.5.1
- Esta obra contiene una traducción  derivada de «Fire sprinkler» de Wikipedia en inglés, publicada por sus editores bajo la Licencia de documentación libre de GNU y la Licencia Creative Commons Atribución-CompartirIgual 4.0 Internacional.

- Datos: Q220224
- Multimedia: Fire sprinklers / Q220224